# Casilda Fernández de Córdoba y Rey
Casilda Fernández de Córdoba y Rey (Madrid, 1941 - Còrdova, 14 d'abril de 1998) va ser la XX duquessa de Cardona.
Filla del XVII duc de Medinaceli Luis Jesús Fernández de Córdoba i de la seva segona esposa, la cordovesa María Concepción «Concha» Rey de Pablo-Blanco, amb qui s'havia casat el 1939 no sense polèmica entre la societat del moment, que va repudiar la nova duquessa, que no gaudia de bona fama.
El 1949, abans de la mort del seu pare, va esdevenir duquessa de Cardona mitjançant una cessió. A la mort del duc el 1956, intentà aconseguir part del patrimoni familiar i pledejà amb els Medinaceli. Amb tota la noblesa en contra, només va tenir el total suport de Carmen Polo, una de les seves poques amigues a Madrid. La muller de Franco li recomanà que contractés l'advocat Antonio Guerrero Burgos i, finalment, el plet va ser un èxit a favor de Casilda.
El 1977 s'havia casat amb Alfonso Castillejo y de Ussía, sense arribar a tenir fills. Anys més tard, es va casar amb el seu advocat, i el 1982 va néixer Casilda-Ghisla, que va heretar el títol amb la mort de Casilda el 1998.